# Imigração portuguesa no estado do Rio de Janeiro
Artigo sobre a Imigração Portuguesa no Rio de Janeiro, estado em que os portugueses formaram o maior grupo étnico, sendo suas influências sentidas até hoje na realidade fluminense. Sendo primordiais para a fundação de grandes cidades como o Rio de Janeiro e Petrópolis (que servia de destino de verão para D. Pedro II e sua corte). Apesar disso, o número de imigrantes portugueses diminuiu no Rio de Janeiro, e no Brasil nos últimos anos, devido ao bom cenário econômico vivido por Portugal nas últimas décadas.

## História

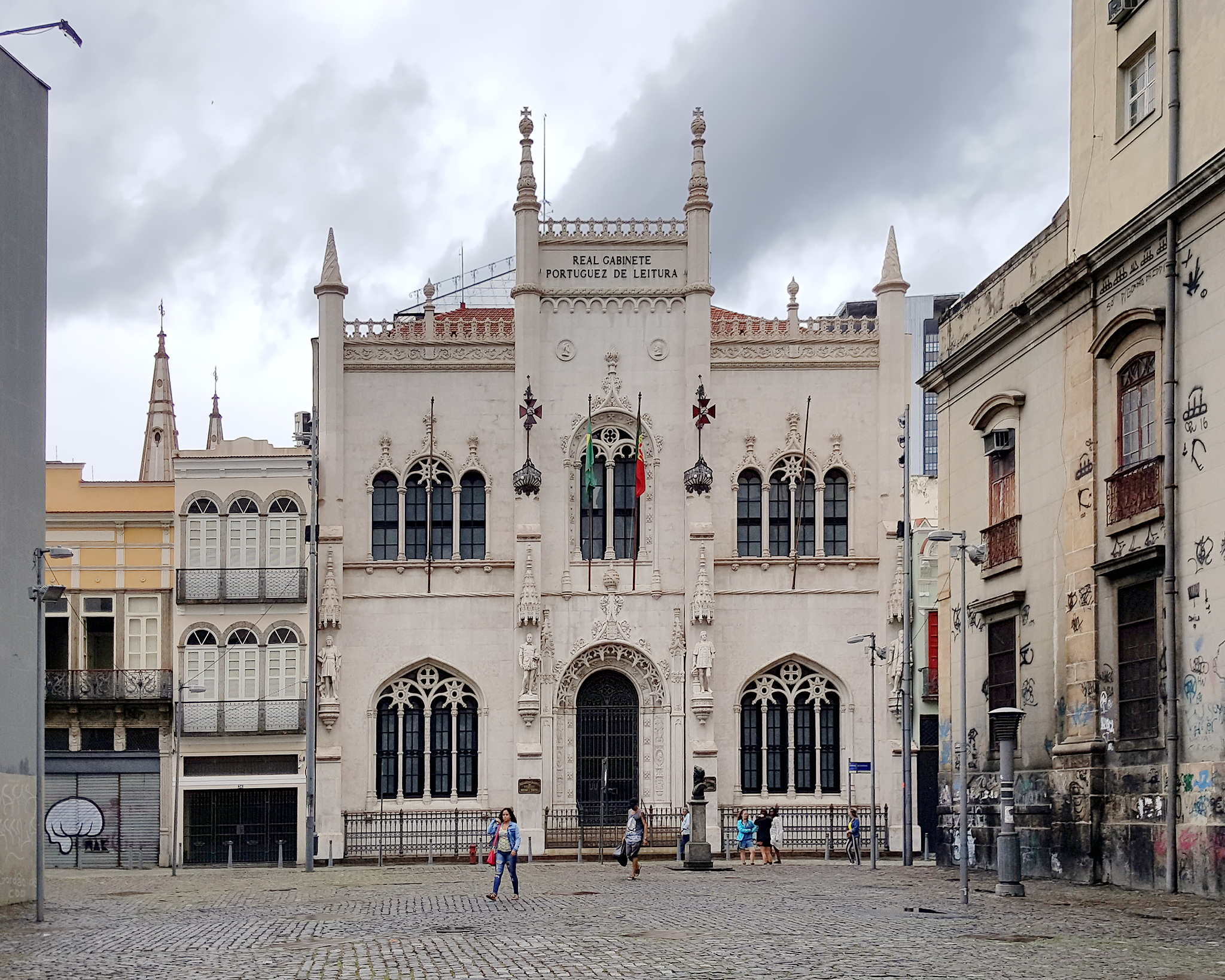
Real Gabinete Português de Leitura

### Período Colonial
No período colonial, os portugueses não tinham uma grande comunidade no estado, assim como na maior parte do país, sendo a maioria da população negra escravizada (africanos ou descendentes). Tal fato começou a mudar com a chegada da Família Real ao Rio de Janeiro em 1808, trazendo consigo grande parte da Corte lusitana e alterando drasticamente a demografia da capital. A partir daí começaria o grande fluxo de portugueses imigrando para o estado do Rio de Janeiro (estado que recebeu quase a metade dos imigrantes lusitanos)

### Império e República
A imigração portuguesa após a independência teve como destino especial a cidade do Rio de Janeiro. O censo brasileiro de 1920 mostrou que, dos 433 577 portugueses residentes no Brasil, 172 338 residiam nessa cidade, 39,74% do total. Incluindo todo o estado do Rio de Janeiro, essa taxa subia para 46,3% dos lusitanos que viviam no Brasil. A presença numérica portuguesa era altíssima, uma vez que constituíam 72% de todos os estrangeiros residentes na capital. As pesquisas censitárias mais antigas também já atestavam a forte presença portuguesa na região. No ano de 1890, imigrantes portugueses compunham 20,36% da população da cidade do Rio de Janeiro (106 461 pessoas). Brasileiros filhos de pai ou mãe portugueses compunham 30,84% da população carioca (161 203 pessoas). Ou seja, portugueses natos ou seus filhos perfaziam, naquele ano, 51,2% dos habitantes do Rio, um total de 267 664 pessoas.
Os imigrantes portugueses figuravam no estrato mais baixo da sociedade do Rio de Janeiro na segunda metade do século XIX, ao lado de negros e mulatos. Os portugueses e os negros habitavam o mesmo espaço geográfico, frequentemente dividindo o mesmo cortiço e compartilhavam da vivência na cidade. Havia uma proximidade social, econômica e até cultural entre os dois grupos. O processo de abolição da escravatura no Brasil e a consequente falta de mão de obra compeliu o governo da época a estimular a vinda de imigrantes europeus, que frequentemente enfrentavam, no Brasil, situação semelhante de degradação social como aquela enfrentada pelos escravos. No caso da imigração portuguesa para o Rio de Janeiro, ela se intensificou quando o tráfico negreiro ainda estava em pleno funcionamento. Tratava-se, sobretudo, de uma imigração de jovens açorianos com idade entre 13 e 17 anos (a mesma média de idade dos escravos trazidos da África). Na época, havia denúncias de que os navios negreiros também eram usados para trazer esses jovens portugueses para o Brasil, que eram chamados de engajados. Os jovens assinavam um contrato com o capitão do navio no qual, em troca da passagem de navio, se comprometiam a trabalhar para algum senhor no Brasil. O capitão do navio vendia o passe desses portugueses para o senhor, no valor da passagem e, ao pagar, o último adquiria esse trabalhador. Os engajados tinham que pagar a soma do valor da passagem através de trabalho gratuito, cujo tempo era estipulado pelo próprio senhor, muitas vezes chegando a três ou cinco anos. Os imigrantes que se evadissem das terras antes do término do contrato eram tidos como "fugidos". Todas essas características aproximavam os imigrantes portugueses da condição social dos escravos no Brasil.
As péssimas condições a que eram submetidos esses imigrantes portugueses no Brasil se refletiam nas estatísticas. Entre 1850 e 1872, a maioria dos adolescentes portugueses que desembarcavam no Rio de Janeiro morriam três anos após a chegada ao Brasil, vítimas de febre amarela, das más condições de moradia e das jornadas exaustivas de trabalho. Era a denominada "escravidão branca", denunciada pela imprensa da época. A maioria dos imigrantes portugueses na cidade eram adolescentes e jovens do sexo masculino, analfabetos, oriundos de zonas rurais de Portugal, completamente despreparados para enfrentar a vida numa metrópole do porte do Rio de Janeiro. Os portugueses habitavam as zonas mais precárias da cidade, tanto que no censo realizado em 1856, 51,9% dos moradores de cortiços da Corte eram de nacionalidade portuguesa. Os portugueses competiam com a população negra pelo mercado de trabalho. De fato, estavam inseridos num processo de substituição da mão de obra escrava, em um momento em que ela se tornava cada vez mais escassa e cara. Quitandeiro, condutor de bonde, carregador, vendedor de doces, ocupações estas antes associadas ao trabalho escravo, passaram a ser exercidas pelos portugueses na virada do século XIX. Em um ambiente de pobreza e despreparo, os portugueses despontavam como a nacionalidade que mais praticava crimes na cidade do Rio de Janeiro, superando inclusive os próprios brasileiros no período de 1859 a 1864, com destaque para os roubos, assaltos, arrombamentos etc. Já entre 1915 e 1918, 32% dos homens condenados por crimes na cidade eram portugueses, número alto, haja vista que somente 15% da população do Rio era portuguesa. Todavia, a inserção de imigrantes europeus no mundo do crime no Brasil não era fato exclusivo dos portugueses. Em São Paulo, no mesmo período, os italianos eram a nacionalidade que mais praticava crimes.
No Rio de Janeiro, o imigrante português não destoava do resto da população, do ponto de vista educacional, social ou econômico. Em 1906, 48% dos habitantes do Rio eram analfabetos, e 44,3% dos imigrantes portugueses também o eram. Deu-se, portanto, rapidamente a assimilação do elemento luso no Rio de Janeiro, sobretudo dentro das camadas mais humildes da sociedade. Embora mantivessem sentimento de solidariedade, por meio da criação de associações portuguesas, isso nunca obstou o processo de assimilação dos portugueses no ambiente social brasileiro. Tampouco os sentimentos de antilusitanismo e xenofobia que às vezes emergiam contra os portugueses no Brasil, por meio de estereótipos negativos que lhes eram imputados.
Porém, não era só na pobreza que viviam os imigrantes portugueses no Brasil. Havia uma antiga e bem-sucedida comunidade de trabalhadores especializados oriundos de Portugal, que se dedicavam especialmente ao comércio. Estes imigrantes passaram a dominar o comércio retalhista de todas as grandes cidades brasileiras. Assim, uma pesquisa sobre estabelecimentos comerciais no Brasil em 1856-1857 mostrou que os brasileiros eram proprietários de apenas 44% dos estabelecimentos, e os portugueses de 35%.
Apesar de todos os problemas socioeconômicos enfrentados pelos imigrantes, o Brasil continuava a ser a terra de destino preferencial dos portugueses mesmo após a independência. Embora existissem destinos imigratórios mais tentadores, como os Estados Unidos e a Argentina, que ofereciam melhores salários e melhores condições de trabalho do que o Brasil, foi para este último que o fluxo migratório lusitano se concentrou. Por falarem a mesma língua, pelos laços históricos e por oferecer salários mais elevados e melhores perspectivas econômicas do que Portugal, além de já haver uma comunidade comercial lusa bem estabelecida. Assim, dos 1 306 501 portugueses que emigraram entre 1855 e 1914, 78% eram originários do continente. Deste total, 82% foram para o Brasil, 2% para a Argentina e 15% para os Estados Unidos. O ápice se deu entre 1891 e 1911, quando o Brasil atraiu 93% dos portugueses que emigraram. Para concorrer com a Argentina e os Estados Unidos, o Brasil inovava ao oferecer o pagamento da passagem de navio dos europeus. Embora os portugueses também se beneficiassem dessa imigração subsidiada pelo governo brasileiro, a maioria dos portugueses imigravam para o Brasil por conta própria, sem esse auxílio governamental, ao contrário dos italianos, por exemplo. O Brasil foi o principal destino da emigração portuguesa até a década de 1960, quando outros países europeus, em especial a França, passaram a ser destinos preferenciais.

## Impacto na Cultura

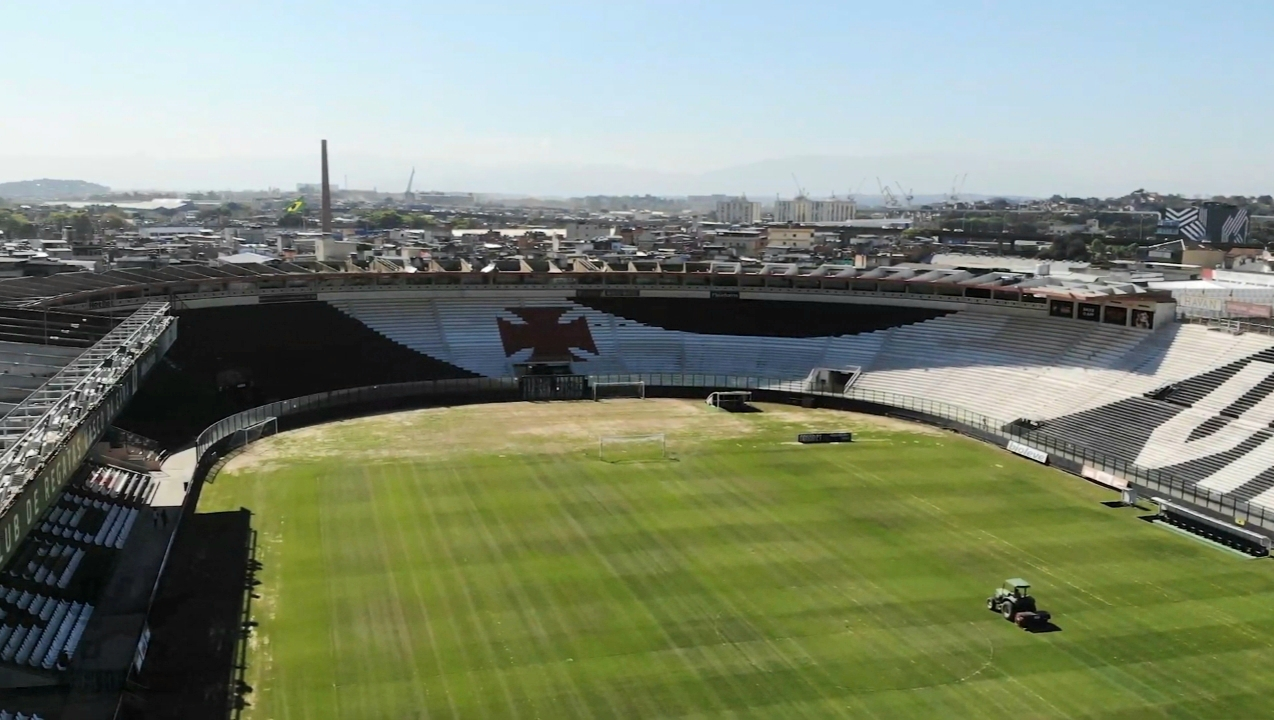
Estádio do Vasco da Gama, clube com forte influência lusitana

Os portugueses tiveram enorme impacto na cultura fluminense, sendo no sotaque do estado (que se aproxima mais do português europeu que o restante do Brasil), seja pela gastronomia, arte e até mesmo no futebol do estado. Sendo a presença de clubes portugueses em quase todos os municípios do estado. Dentre as maiores associações estão: o Club de Regatas Vasco da Gama, o Real Sociedade Clube Ginástico Português, o 
Liceu Literário Português, a Beneficência Portuguesa do Rio de Janeiro, a Associação Atlética Portuguesa (Rio de Janeiro), entre outros. Sendo o Club de Regatas Vasco da Gama, o segundo time de futebol com a maior torcida do estado, na época da fundação do clube, a maioria da comunidade portuguesa no Rio de Janeiro torcia para o time.
O sotaque carioca e fluminense apresenta algumas semelhanças com o português lusitano. Entre tais semelhanças, percebe-se a pronúncia do "s" chiado e as vogais abertas em palavras como "também", características comuns em ambos. Isso é creditado, ao menos parcialmente, a fatores históricos como a vinda da Família Real Portuguesa, que quando de sua chegada ao Rio de Janeiro trouxe uma população de cerca de 15 mil portugueses, entre membros da corte e seus serviçais, alterando a demografia da cidade que até então contava apenas com 23 mil pessoas (sendo a maioria dessa população composta escravos africanos).

## Luso-brasileiros nascidos no Rio de Janeiro notáveis
- Afonso Pedro, Príncipe Imperial
- Agildo Ribeiro
- Álvaro Carrilho
- Amandha Lee
- André Esteves
- António Cândido Gonçalves Crespo
- Antônio Tomás Quartim
- Augusto Boal
- Aurora Miranda
- Bento do Amaral Coutinho
- Bento do Amaral da Silva
- Bia Corrêa do Lago
- Bianca Salgueiro
- Bibi Ferreira
- Casimiro de Abreu
- Carlos Lacerda
- Carlos Saldanha
- Cauã Reymond
- Cecília Meireles
- Cecilia Miranda de Carvalho
- Celina Vargas do Amaral Peixoto
- César Guerra-Peixe
- Christina Rocha
- Cláudia Abreu
- Cláudio Gurgel do Amaral
- Cláudio Torres (cineasta)
- Cleo
- Conrado Jacó de Niemeyer
- Daniel Aarão Reis
- Domingos Meirelles
- Dóris Monteiro
- Edney Silvestre
- Fafy Siqueira
- Fátima Felgueiras
- Felicíssimo Cardoso
- Fernanda Abreu
- Eurico Miranda
- Fábio Pereira da Silva
- Fábio Porchat
- Felipe Neto
- Fernanda Montenegro
- Fernanda Torres
- Fernando Henrique Cardoso
- Flávia Alessandra
- Letícia Spiller
- Luccas Neto
- Machado de Assis
- Malu Mader
- Marina Ruy Barbosa
- Márvio Lúcio
- Narcisa Tamborindeguy
- Pedro II do Brasil
- Isabel do Brasil
- Rafael Pereira da Silva
- Rogério Skylab
- Sérgio Chapelin
- Waldomiro Diniz
- Zico